# Mycovellosiella
Mycovellosiella Rangel – rodzaj grzybów z rodziny Mycosphaerellaceae. Grzyby mikroskopijne.

## Systematyka i nazewnictwo
Pozycja w klasyfikacji według Index Fungorum: Mycosphaerellaceae, Mycosphaerellales, Dothideomycetidae, Dothideomycetes, Pezizomycotina, Ascomycota, Fungi.
Takson utworzył w 1917 r. Eugenio dos Santos Rangel. Synonim: Vellosiella Rangel 1915.
W Polsce występuje Mycovellosiella bellynckii (Westend.) Constant. 1982 (podana pod nazwą Passalora bellynckii).